# Храм Аполлона в Бассах
Бассы (др.-греч. Βᾶσσαι — ущелье) — территория между древнегреческими областями Аркадией, Трифилией и Мессенией. В этой гористой местности, на западном склоне горы Котилион, на высоте 1130 метров над уровнем моря, жители города Фигалия основали святилище, посвящённое Аполлону Эпикурию. Дорога длиной в 13 км связывает храм с городом. Аполлон Эпикурий означает Аполлон-спаситель, вероятно, потому, что он помог фигалийцам в борьбе со Спартой, либо потому, что он избавил город от эпидемии чумы, которая была распространена во время Пелопоннесской войны.

## История
История святилища в Бассах связана с военными действиями, происходившими на территории Аркадии. Аркадцы в союзе с мессенцами выступали против соседней Спарты. Первая постройка храма относится к периоду архаики. В конце VII века до н. э. здесь уже существовало небольшое поселение, а в верхних слоях почвы были найдены вотивные таблички, терракотовые вазы, статуэтки, бронзовые и железные мечи. Возможно, в VI—V веках до н. э. храм перестраивали, так как поблизости были найдены некоторые архитектурные элементы этого периода. Сохранившийся храм постройки архитектора Иктина относится к 430—420 годам до н. э.
По причине отдаленности от главных греческих центров, храм был долгое время забыт, но именно благодаря этому он так хорошо сохранился до наших дней. Он был случайно обнаружен французским архитектором в 1765 году. Первые серьёзные раскопки производились здесь в 1836 году (в них принимал участие Карл Брюллов).

## Планировка и экстерьер

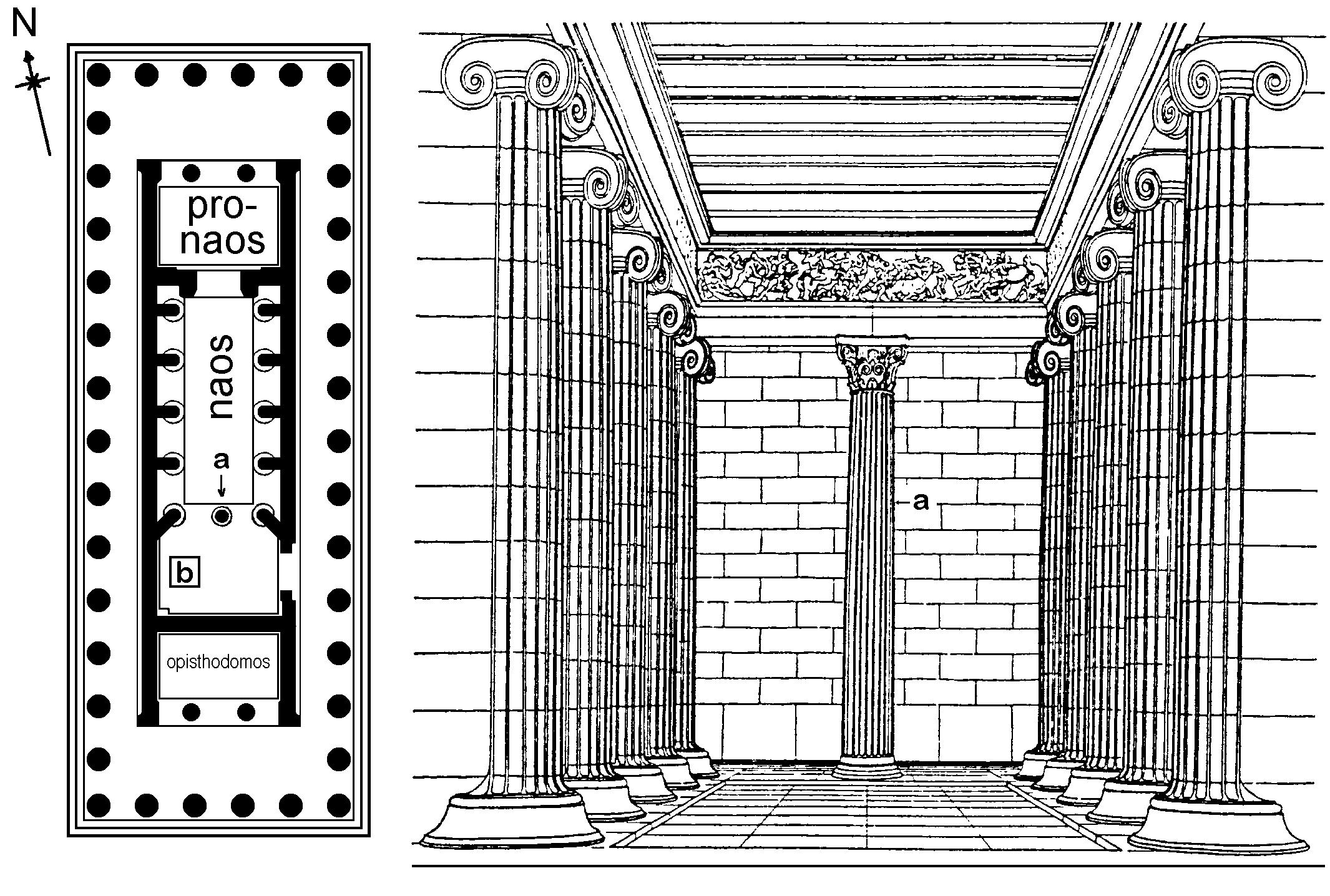
План храма и ордерная система.

Храм Аполлона Эпикурия представляет собой удлиненный периптер относительно скромных размеров (38,3 × 14,5 м), в основании которого 15 × 6 дорических колонн. Он традиционно содержит три помещения: пронаос, наос, опистодомос. Ориентация с севера на юг чрезвычайно нехарактерна для древнегреческих храмов, но её можно объяснить его местоположением на крутом склоне горы. Ещё одним объяснением необычной ориентации храма может послужить то, что в храм включен более старый маленький храм, ориентированный с запада на восток, который имеет особую дверь в длинной стене целлы. Сейчас он рассматривается как одно из отделений наоса. Храм выполнен из аркадского известняка (каменоломни находились чуть севернее), фриз вырезан из мрамора.

## Интерьер

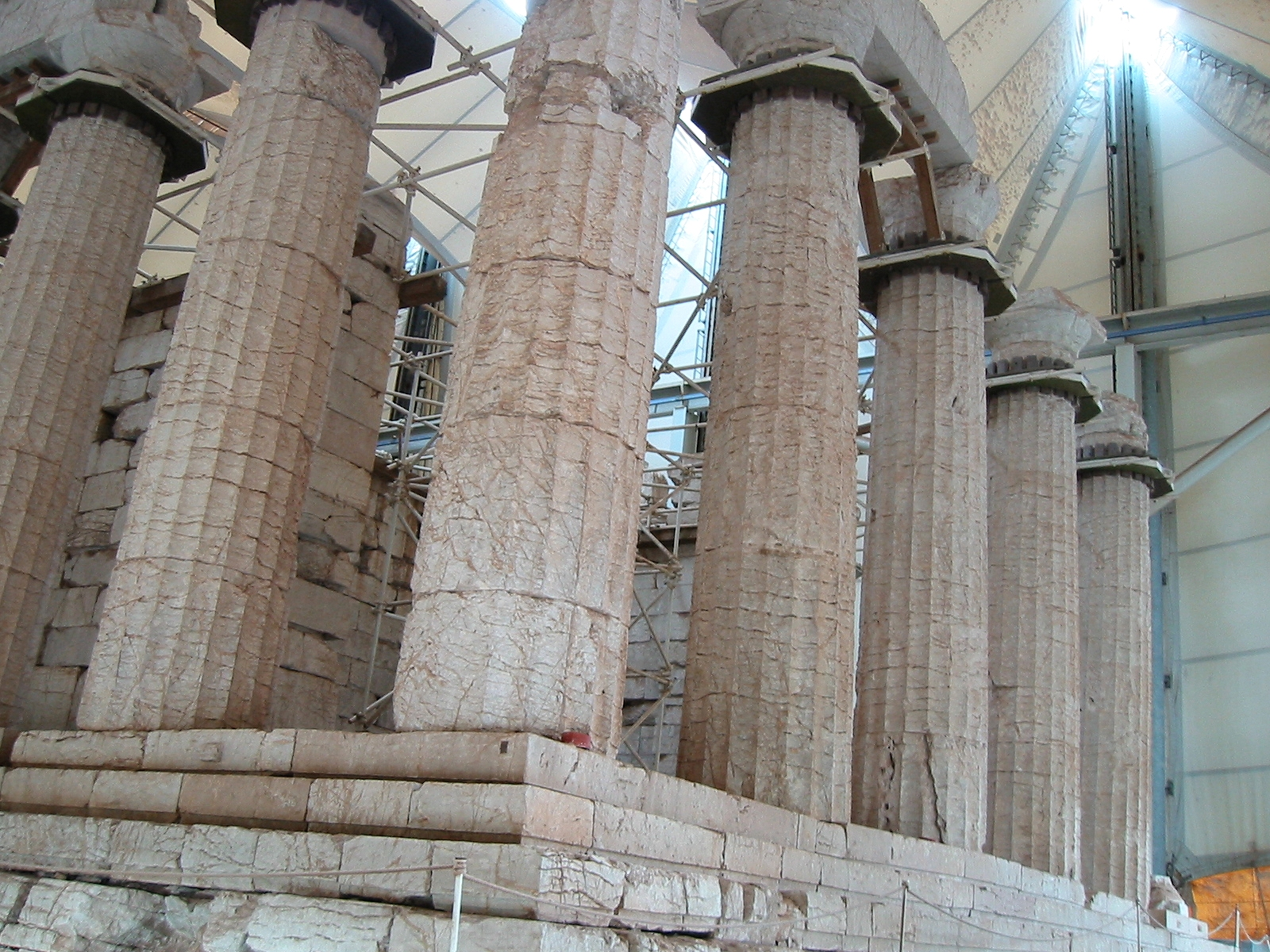
Колонны, прикрытые гигантским тентом от неблагоприятного воздействия осадков.

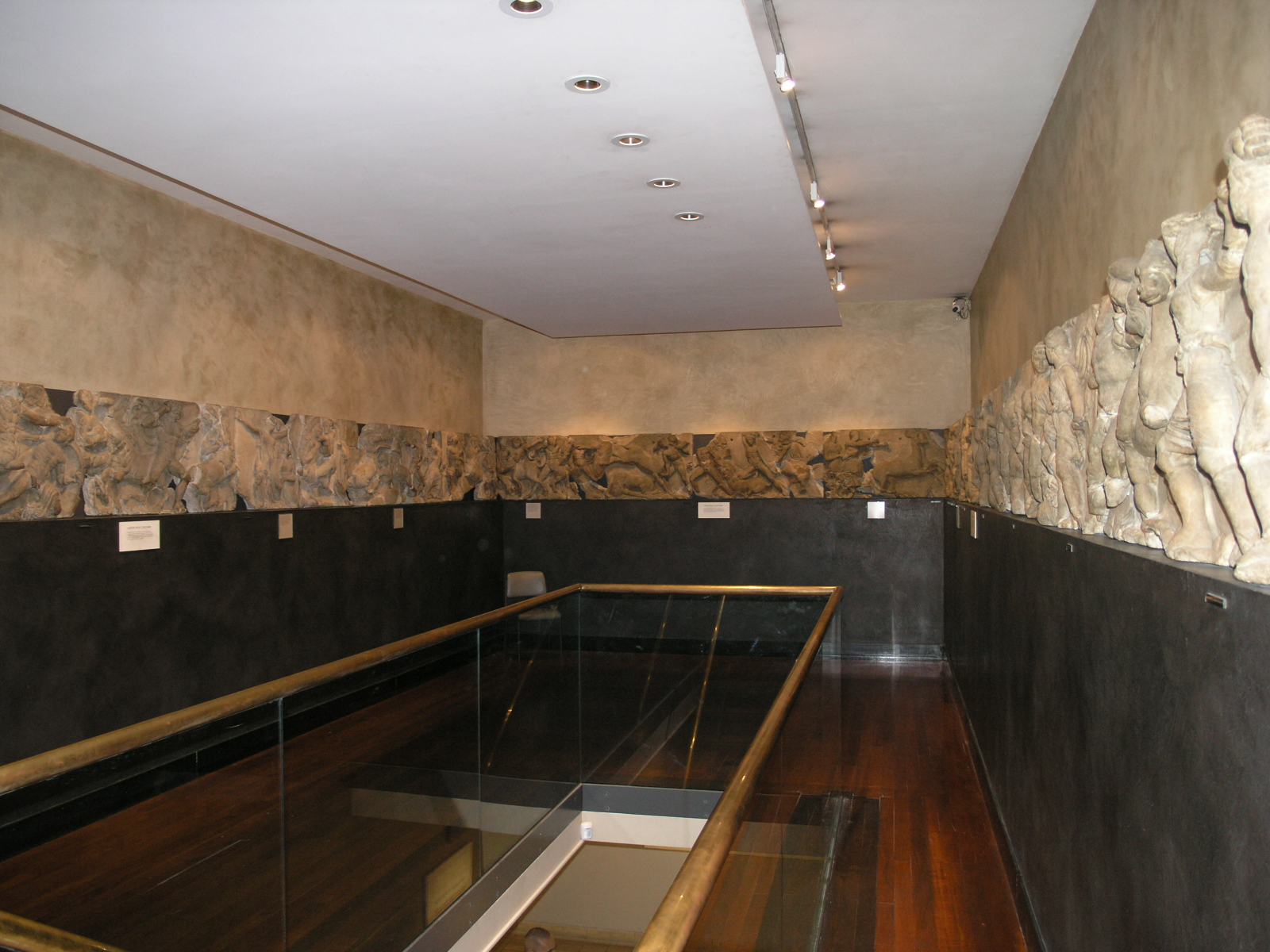
Скульптурное убранство храма Аполлона, выставленное в Британском музее.

Внешней колоннаде дорического гексастиля, выполненной в грубой манере, а также неброско оформленному антаблементу с изредка декорированным метопами противопоставлен богатый скульптурой интерьер.
Целла разделена на два отделения, между которыми помещена в середине свободно стоящая колонна, увенчанная первой известной коринфской капителью. Внутри целлы к её стенам приставлены поперечные стенки (архаичная черта), оканчивающиеся сливающимися с ними ионическими колоннами (всего десять колонн) с капителью, имеющими волюты с трех сторон, а над ними идет ионический фриз. Фриз, перемещенный с наружных стен в наос, посвящён темам амазономахии и кентавромахии. «Все в этом фризе вывернуто и изломано: пропорции нарушены, жесты преувеличены, акценты смещены, ракурсы сплющены. Формы наслаиваются друг на друга, громоздятся, топчутся. Сложные эпизоды, включающие сразу до пяти фигур, выстраиваются нарочито асимметрично, угловато. Их духовный смысл трагичен».
Главной особенностью храма является соединение в нём трех ордеров (дорический гексастиль, ионические колонны и ионический фриз в целле, коринфская колонна). Как и в Парфеноне, при постройке храма в Бассах были использованы оптические тонкости — например, кривой пол.
Интерес представляет культовая статуя Аполлона, ещё раз подчеркнувшая асимметричное и живописное оформление храма. По одной из версий, она стояла против входа в маленькое отделение целлы, в южной части храма — таким образом, её освещали первые лучи восходящего солнца. Статуя Аполлона, не сохранившаяся, якобы была увезена в IV в до н. э. в новооснованный пелопоннесский город Мегалополь и получила там новое место. У посетителя есть две возможности приблизиться к статуе — он либо приближается к двери в маленьком отделении целлы, и тогда он видит статую божества фронтально перед собой, но в таком случае внутреннее пространство развертывается перед ним совершенно асимметрично, так как основная ось входа сильно сдвинута в сторону. Пройдя дверь, посетитель видит перед собой статую, слева — гладкую стену, а справа через пролеты по сторонам коринфской колонны открывается дверь на другие пространства и колоннады, плюс само пространство большого отделения целлы насыщено формами. Зайдя в храм через главный северный вход, зритель видит перед собой симметричную анфиладу различно оформленных пространств, но в глубине сквозь пролет справа от колонны он видит обращенную влево статую Аполлона, которая вносит асимметрию во всю композицию.
По другой версии, высказанной греческим археологом Николасом Ялурисом, в Бассах не было культовой статуи — её роль выполняла коринфская колонна, разделявшая/соединявшая две части храма.